# Boophis occidentalis
Boophis occidentalis är en groddjursart som beskrevs av Frank Glaw och Miguel Vences 1994. Boophis occidentalis ingår i släktet Boophis och familjen Mantellidae. IUCN kategoriserar arten globalt som nära hotad. Inga underarter finns listade.